# Óscar Álvarez
Óscar Mauricio Álvarez Paniagua (* 9. Dezember 1977 in San Cristobal) ist ein kolumbianischer Straßenradrennfahrer.
Óscar Mauricio Álvarez begann seine Karriere 2001 bei der kolumbianischen Mannschaft 05 Orbitel. In der Saison 2003 gewann er jeweils eine Etappe bei der Vuelta al Tolima und bei der Vuelta a Colombia. Im nächsten Jahr wurde er Erster der Gesamtwertung beim Clásica Nacional Marco Fidel Suárez. Außerdem gewann er zwei Etappen bei der Vuelta a El Salvador und wurde Dritter der Gesamtwertung. 2006 fuhr Álvarez für das Caico Cycling Team, wo er die siebte Etappe der Vuelta a Chiriqui für sich entscheiden konnte. Im nächsten Jahr wechselte er zu dem Continental Team UNE-Orbitel. In der Saison 2009 wurde Álvarez in Barranquilla kolumbianischer Meister im Straßenrennen.

## Erfolge
2003
- eine Etappe Vuelta a Colombia

2004
- zwei Etappen Vuelta a El Salvador

2009
- Kolumbianischer Meister – Straßenrennen

2011
- Mannschaftszeitfahren Vuelta a Colombia

2014
- eine Etappe Vuelta a Guatemala

## Teams
- 2001 05 Orbitel

...
- 2006 Caico Cycling Team
- 2007 UNE-Orbitel
- 2008 UNE-Orbitel
- 2009 UNE-EPM
- 2010 Café de Colombia-Colombia es Pasión
- 2011 Gobernación de Antioquia-Indeportes Antioquia
- 2012 Gobernación de Antioquia-Indeportes Antioquia
- 2013 Aguardiente Antioqueño-Lotería de Medellín
- 2014 Aguardiente Antioqueño-Lotería de Medellín-IDEA